# Ultima

Symbol med dygder och principer i serien.

Ultima är en klassisk serie datorrollspel. Upphovsmannen är Richard "Lord British" Garriott. Spelen gjordes av företaget Origin Systems som också gjort spel som Wing Commander. Den ständigt återkommande hjälten är the Avatar, som dök upp för första gången i Ultima IV.
Från och med spel nummer fyra i serien har de så kallade Ultima-dygderna spelat en central roll i spelens handling. Ordet "avatar" betecknar förkroppsligandet av en gudomlighet eller ett andligt begrepp i form av en levande varelse, och the Avatar i Ultima ses som förkroppsligandet av avatarskapets åtta heliga dygder: ärlighet, medkänsla, tapperhet, rättvisa, självuppoffring, heder, andlighet och ödmjukhet. Det finns tre principer som associeras med dygderna, nämligen: sanning, kärlek och mod.

## Spel i serien

### The Age of Darkness
- Ultima I - The First Age of Darkness (1981)
- Ultima II - Revenge of the Enchantress (1982)
- Ultima III - Exodus (1983)

### The Age of Enlightenment
- Ultima IV - Quest of the Avatar (1984)
- Ultima V - Warriors of Destiny (1988)
- Ultima VI - The False Prophet (1990)

### The Age of Armageddon
- Ultima VII - The Black Gate (1992)
- Ultima VII - Forge of Virtue (Add-On) (1993)
- Ultima VII Part 2: Serpent Isle (1993)
- Ultima VII Part 2: - The Silver Seed (Add-On) (1993)
- Ultima VIII - Pagan (1994)
- Ultima IX - Ascension (1999)

### Ultima Underworld
- Ultima Underworld: The Stygian Abyss (1992)
- Ultima Underworld II: Labyrinth of Worlds (1993)
- Underworld Ascendant (2018)

### Ultima World of Adventures (Worlds of Ultima)
- Ultima World of Adventures - Savage Empire (1990)
- Ultima World of Adventures 2 - Martian Dream (1991)

### Ultima Online
- Ultima Online (1997)
- Ultima Online - The Second Age (1998)
- Ultima Online - Renaissance (2000)
- Ultima Online - Third Dawn (2001)
- Ultima Online - Blackthorn's Revenge (2002)
- Ultima Online - Age of Shadows (2003)
- Ultima Online - Samurai Empire (2004)
- Ultima Online - Mondain's Legacy / The 8th Age (2005)
- Ultima Online - Kingdom Reborn / The 10th Anniversary (2007)
- Ultima Online - Stygian Abyss (2009)

### Övrigt
- Akalabeth - World of Doom (Också känd som Ultima 0) (1980)
- Ultima - The Escape from Mt. Drash (Också känd som Ultima II: Part 2) (1983)

### Konsolspel
- Ultima: Runes of Virtue
- Ultima: Runes of Virtue 2

### Osläppta spel
- Ultima World of Adventures 3 - Arthurian Legends (1993)
- Ultima VIII - Lost Vale (Add-On) (1995)
- Worlds of Ultima Online / Ultima Online 2 (2001)
- Ultima X - Odyssey (2003)